# Кусабо
Кусобо (на английски: Cusabo) е група от 18 исторически северноамерикански индиански племена, които между 1562 и 1751 г. живеят по крайбрежието на Южна Каролина, главно между реките Санти и Савана. Учените все още спорят какъв е оригиналният им език. Джон Риид Суонтън твърди, че той е мускогски, а други го смятат за език изолат. Има доказателства, че най-малко 5 от племената, живеещи между реките Савана и Уондо говорят един език, различен от езиците гуал и севи.

## Съставни племена
Кусабо е общо име прилагано до 18 племена, живеещи между реките Санти и Савана, които според местообитанието им са разделени на северни и южни.
- Северни кусабо
  - Бохикет-на Бохикет крийк
  - Етиуан (етиво)) – на река Уондо
  - Кусои (куса) – на река Ашли
  - Киауа – на река Ашли
  - Стоно – на река Стоно
  - Сталаме – на Порт Роял Айлънд
  - Уондо – на река Купър
  - Хоя – близо до Порт Роял
- Южни кусабо
  - Ашепу – в долната част на река Ашепу
  - Едисто – на остров Едисто
  - Ескамаку – между Сейнт Хелън Саунд и река Броуд
  - Комбахи – в долното течение на река Комбахи
  - Майон – на юг от река Броуд
  - Тауиа – на юг от река Броуд
  - Уимби – между реките Комбахи и Кусаихачи
  - Уаппу
  - Уичеуг

Имената на повечето от племената могат да бъдат разпознати в хрониките на испанските провинции описани от Франциско де Чикора през 1521 г. През 1526 г. Лукас Васкес де Айлон също посещава страната им и записва някои имена.

## История
Историята на племената кусабо започва с основаването на малката френска колония в Порт Роял през 1562 г. Французите установяват дружески отношения с всички околни племена, включително и кусабо. Колонията Южна Каролина е основана 100 години по-късно точно в средата на земите на племето и индианците бързо стават тясно обвързани с нея. През първото десетилетие след основаването на Чарлстън между колонията и племето има няколко малки конфликти. Накрая колонията излиза победител и принуждава племето да и отстъпи обширни части от земите си. Племената, които остават близо до колонията живеят в отлично разбирателство с нея и постепенно доста се интегрират в бялото общество. По време на Войната тускарора през 1711 г., кусабо се присъединяват към Джон Бърнуел и се бият срещу тускарора в Северна Каролина. В знак на благодарност през 1712 г. Южна Каролина им дава Палауана Айлънд да се заселят на него. През 1715 г. Джон Бърнуел преброява 95 мъже и 200 жени и деца „Корсабой“ (кусабо), живеещи в 5 села на острова. „Итуан“ (етиуан) са изброени отделно като 80 мъже и 160 жени и деца, живеещи в едно село. По време на войната ямаси, кусабо са едно от малкото племена, които отново застават на страната на колонията. След войната повечето то тях мигрират от района. Предполага се, че се присъединяват към криките или към катоба.